# Ergavia leopoldina
Ergavia leopoldina là một loài bướm đêm trong họ Geometridae.